# 4573 Piestany
4573 Piestany је астероид главног астероидног појаса са пречником од приближно 24,47 .
Афел астероида је на удаљености од 3,255 астрономских јединица (АЈ) од Сунца, а перихел на 2,822 АЈ.
Ексцентрицитет орбите износи 0,071, инклинација (нагиб) орбите у односу на раван еклиптике 9,410 степени, а орбитални период износи 1934,771 дана (5,297 година).
Апсолутна магнитуда астероида је 11,70 а геометријски албедо 0,061.
Астероид је откривен 5. октобра 1986. године.